# 야쓰카정 (시마네현)
야쓰카정(八束町)은 시마네현 야쓰카군에 설치되었던 정이다. 현재는 합병으로 마쓰에시 일부에 해당한다.

## 역사
- 1951년 4월 1일 - 3개의 촌이 합병해 야쓰카정이 성립하였다.
- 2005년 3월 31일 - 마쓰에시, 가시마정, 미호노세키정, 야쿠모촌, 다마유정, 신지정, 시마네정과 합병해 새로운 마쓰에시가 성립하였다. 동일 야쓰카정은 폐지되었다.

## 교통

### 도로
- 국도 제432호선 (일본)(일본어판)